# Tebul
Tebul is een bestuurslaag in het regentschap Bangkalan van de provincie Oost-Java, Indonesië. Tebul telt 1777 inwoners (volkstelling 2010).